# بجیولد (ترانه)
«بجیولد» (انگلیسی: Bejeweled) ترانه‌ای از خواننده و ترانه‌پرداز آمریکایی، تیلور سوئیفت از دهمین آلبوم استودیویی او با عنوان نیمه‌شب‌ها (۲۰۲۲) است. او این ترانه را همراه با جک آنتونوف نوشته و تهیه کرده است. «بجیولد» ترانه‌ای پرانرژی در سبک سینت پاپ، هایپرپاپ و بابلگام پاپ است که عناصر دیسکو و الکترونیکا نیز در آن دیده می‌شود و با آرپژ سینث سایزر زنگ‌دار همراهی می‌شود. متن ترانه دربارهٔ راویِ سوئیفت است که ارزش خود را پس از نادیده گرفته شدن توسط شریکش تأیید می‌کند. سوئیفت همچنین گفته است که این ترانه نمادی استعاری از بازگشت او به موسیقی پاپ با آلبوم نیمه‌شب‌ها پس از دو آلبوم فولک‌محور ۲۰۲۰ یعنی فولکلور و اورمور است.
«بجیولد» در ۲۵ اکتبر ۲۰۲۲ به صورت دانلود محدود از طریق وبگاه سوئیفت منتشر شد. منتقدان موسیقی تولید پرانرژی ترانه را تحسین کردند و متن ترانه را الهام‌بخش دانستند، هرچند برخی آن را یکی از قطعات ضعیف‌تر نیمه‌شب‌ها خواندند. این ترانه در جدول بیلبورد گلوبال ۲۰۰ به جایگاه هشتم رسید و در کشورهای استرالیا، کانادا، نیوزیلند، سنگاپور، فیلیپین و ایالات متحده جزو ده آهنگ برتر شد. همچنین در استرالیا، برزیل، کانادا و نیوزیلند موفق به دریافت گواهی‌نامه پلاتین یا بالاتر شد.
سوئیفت خود نویسنده و کارگردان موزیک ویدئوی «بجیولد» بود. این ویدئو با حضور سوئیفت، آنتونوف، لورا درن، هایم، دیتا ون تیز و پت مک‌گراث ساخته شده است. تحت تأثیر داستان «سیندرلا»، این ویدئو سوئیفت را به عنوان شخصیت اصلی نشان می‌دهد که خود را بازسازی کرده و شاهزاده را شیفتهٔ خود می‌کند، اما در نهایت پیشنهاد ازدواج او را رد می‌کند. سوئیفت «بجیولد» را در فهرست اجراهای تور ششم خود یعنی تور دوره‌ها (۲۰۲۳–۲۰۲۴) قرار داد.

## جدول‌های موسیقی
| جدول (۲۰۲۲–۲۰۲۳)                    | بالاترین جایگاه |
| ----------------------------------- | --------------- |
| استرالیا (ای‌آرآی‌ای)                 | ۷               |
| بلژیک (بیلبورد)                     | ۲۵              |
| کانادا (۱۰۰ تک‌آهنگ داغ کانادا)      | ۷               |
| کرواسی (بیلبورد)                    | ۲۱              |
| جمهوری چک (۱۰۰ تک‌آهنگ دیجیتال برتر) | ۳۸              |
| فرانسه (اس‌ان‌ئی‌پی)                   | ۱۴۵             |
| ۲۰۰ آهنگ جهانی (بیلبورد)            | ۸               |
| یونان بین‌المللی (آی‌اف‌پی‌آی)          | ۱۶              |
| ایسلند (تون‌لیستین)                  | ۲۹              |
| ایرلند (بیلبورد)                    | ۹               |
| لیتوانی (آگاتا)                     | ۳۸              |
| مالزی (بیلبورد)                     | ۱۵              |
| مالزی بین‌المللی (آرآی‌ام)            | ۱۱              |
| هلند (۱۰۰ تک‌آهنگ برتر هلند)         | ۱               |
| نیوزیلند (ریکوردد میوزیک ان‌زد)      | ۹               |
| تراته‌های فیلیپین (بیلبورد)          | ۴               |
| پرتغال (ای‌اف‌پی)                     | ۲۲              |
| سنگاپور (آرآی‌ای‌اس)                  | ۸               |
| اسلواکی (۱۰۰ تک‌آهنگ برتر دیجیتال)   | ۴۳              |
| آفریقای جنوبی (آرآی‌ای‌اس)            | ۲۰              |
| اسپانیا (پروموزیک)                  | ۶۵              |
| سوئد (فهرست برترین‌های سوئد)         | ۴۴              |
| تک‌آهنگ‌های بریتانیا (اوسی‌سی)         | ۶۳              |
| بیلبورد هات ۱۰۰ ایالات متحده        | ۶               |
| ویتنام (ویتنام هات ۱۰۰)             | ۱۹              |

## گواهی‌نامه‌ها
| منطقه                                   | گواهی       | واحد گواهی‌شده/فروش |
| --------------------------------------- | ----------- | ------------------ |
| استرالیا (آی‌اف‌پی‌آی استرالیا)            | ۲× Platinum | ۱۴۰٬۰۰۰            |
| برزیل (پرو موزیکا برزیل)                | Platinum    | ۴۰٬۰۰۰             |
| کانادا (میوزیک کانادا)                  | Platinum    | ۸۰٬۰۰۰             |
| مکزیک (امپروفون)                        | طلا         | ۷۰٬۰۰۰             |
| نیوزیلند (آرآی‌ای‌ان‌زد)                   | Platinum    | ۳۰٬۰۰۰             |
| لهستان (زدپی‌ای‌وی)                       | Gold        | ۲۵٬۰۰۰             |
| اسپانیا (سازنده‌های موسیقی)              | Gold        | ۳۰٬۰۰۰             |
| بریتانیا (بی‌پی‌آی)                       | Gold        | ۴۰۰٬۰۰۰            |
| رقم فروش+پخش جاری تنها بر پایهٔ گواهی‌ها. |             |                    |

## تاریخچه انتشار
| منطقه        | تاریخ         | فرمت           | ورژن     | منابع  |
| ------------ | ------------- | -------------- | -------- | ------ |
| ایالات متحده | ۲۵ اکتبر ۲۰۲۲ | دانلود دیجیتال | اورجینال | [ ۳۴ ] |
| ایالات متحده | ۲۷ اکتبر ۲۰۲۲ | دانلود دیجیتال | بی‌کلام   | [ ۳۵ ] |

### Sources
- Robb, Catherine M.; Mills, Georgie; Irwin, William, eds. (2024). Taylor Swift and Philosophy: Essays from the Tortured Philosophers Department. Wiley-Blackwell. ISBN 978-1-394-23859-0.
  - الگو:Harvc
  - الگو:Harvc
- Zaleski, Annie (2024). "The Midnights Era". Taylor Swift: The Stories Behind the Songs. Thunder Bay Press. pp. 203–231. ISBN 978-1-66720-845-9.